# Empaquetament d’esferes en una esfera
L'empaquetament d’esferes en una esfera és un problema d’empaquetament tridimensional amb l’objectiu d’empaquetar un determinat nombre d'esferes iguals dins d’una esfera unitat. És l'equivalent tridimensional del problema bidimensional d'empaquetament de cercles en un cercle.
| Nombre d'esferes unitàries interiors | Radi màxim de les esferes interiors                                              | Densitat d'empaquetament | Optimització       | Diagrama |
| ------------------------------------ | -------------------------------------------------------------------------------- | ------------------------ | ------------------ | -------- |
| 1                                    | {\displaystyle 1} ≈ 1,0000                                                       | 1                        | Trivialment òptim. |          |
| 2                                    | {\displaystyle {\dfrac {1}{2}}} ≈ 0,5000                                         | 0.25                     | Trivialment òptim. |          |
| 3                                    | {\displaystyle 2{\sqrt {3}}-3} ≈ 0,4641...                                       | 0.29988...               | Trivialment òptim. |          |
| 4                                    | {\displaystyle {\sqrt {6}}-2} ≈ 0,4494...                                        | 0.36326...               | Resultat òptim.    |          |
| 5                                    | {\displaystyle {\sqrt {2}}-1} ≈ 0,4142...                                        | 0.35533...               | Resultat òptim.    |          |
| 6                                    | {\displaystyle {\sqrt {2}}-1} ≈ 0,4142...                                        | 0.42640...               | Resultat òptim.    |          |
| 7                                    | 0,3859...                                                                        | 0.40231...               | Resultat òptim.    |          |
| 8                                    | 0,3780...                                                                        | 0.43217...               | Resultat òptim.    |          |
| 9                                    | 0,3660...                                                                        | 0.44134...               | Resultat òptim.    |          |
| 10                                   | 0,3530...                                                                        | 0.44005...               | Resultat òptim.    |          |
| 11                                   | {\displaystyle {\dfrac {{\sqrt {5}}-3}{2}}+{\sqrt {5-2{\sqrt {5}}}}} ≈ 0,3445... | 0.45003...               | Resultat òptim.    |          |
| 12                                   | {\displaystyle {\dfrac {{\sqrt {5}}-3}{2}}+{\sqrt {5-2{\sqrt {5}}}}} ≈ 0,3445... | 0.49095...               | Resultat òptim.    |          |